# Карманово (Удомельский район)
Карманово — деревня в Удомельском городском округе Тверской области.

## География
Деревня находится в северной части Тверской области на расстоянии приблизительно 9 км на восток по прямой от железнодорожного вокзала города Удомля.

## История
Дворов (хозяйств) было 2 (1859), 4 (1886), 6 (1911), 11 (1958). В советский период истории работали колхозы «1-я Пятилетка», «Твердый Путь» и им. 1 Мая. До 2015 года входила в состав Рядского сельского поселения до упразднения последнего. С 2015 года в составе Удомельского городского округа. Ныне имеет дачный характер.

## Население
Численность населения: 10 человек (1859 год), 35 (1886), 45 (1911), 24 (1958), 0 (1978), 0 в 2002 году, 12 в 2010.